# Курильське
Кури́льське або Кури́льське о́зеро (рос. Курильское озеро) — кратерне озеро всередині великої кальдери у південній частині півострова Камчатка, розташоване на території Південно-Камчатського федерального заказника. Належить до Усть-Большерецького району Камчатського краю Росії.

## Назва
Назва дана І.П. Козиревським близько 1711 року. Воно походить від назви одного із племен камчатських айнів — курилів, які на той час жили біля озера.
С. П. Крашенінніков у книзі «Опис землі Камчатки» дає також місцеву назву озера — Ксуй або Ксуай.

## Історичні відомості
Перший опис озера був складений Г. Стеллером у 1740 році. У 1908 і 1909 роках експедиція Ф.П. Рябушинського провела детальне дослідження озера.

## Опис

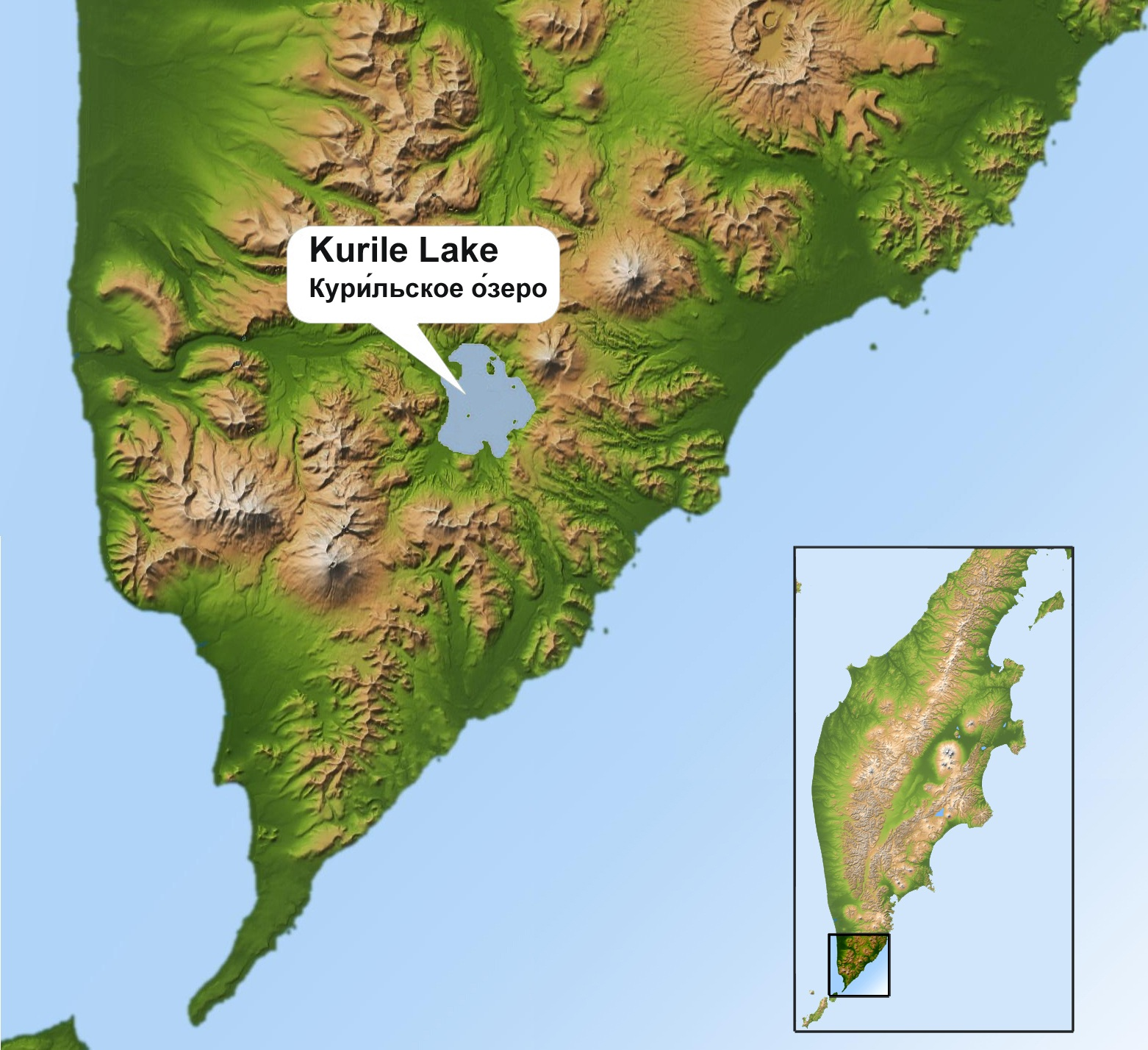
Курильське озеро на мапі південної частини півострова Камчатка

Курильське озеро є третім за площею озером Камчатки та другим за площею прісноводним озером Камчатки (після Кроноцького) і займає 77 км²; також Курильське озеро є другим за глибиною озером Росії після озера Байкал. Його середня глибина 195 м, максимальна глибина 316 м. Берегові тераси показують, що раніше рівень води був на 150 м вищим.
Живлення озера снігове та дощове. Розмах коливань рівня складає 1,3 м (найвищі рівні у травні-червні, найнижчі — у квітні). Середня температура води біля берегів у вересні становить 7,6 °C, максимальна — 10,8 °C.
Озеро знаходиться у кальдерному пониженні між вулканами Ічинська Сопка та Камбальна Сопка на висоті 104 м над рівнем моря. На північно-східному березі знаходиться діючий стратовулкан Ільїнська сопка. На озері є декілька утворених із лави островів, найбільшими з яких є архіпелаг Саманг (0,66 км²), острови Чаячий, Серце, Низький та Глиняний. На півдні в озеро вдається мис Тугуминк, а на північному заході — мис Пуломинк. На березі бухти Тепла на сході озера є виходи мінеральних гарячих вод — геотермальні криниці. Береги озера являють собою галькові пляжі, над якими височіють сопки. Біля західного берега озера також розташований хребет Дикий Гребінь.
В озеро також впадає 37 річок і струмків: Етаминк, Хакицін, Виченкія, Кірушутк, Гаврюшка, Оладочний струмок та інші. Витікає з нього річка Озерна, яка впадає в Охотське море на заході; більш давній витік проходив на схід до Тихого океану.
Випарування з поверхні становить 0,294 км³/рік. Озеро відноситься до водойм зі сповільненим водообміном. Час повного водообміну становить у середньому 17,4 року.

## Історія
Кальдера утворилася близько 8400 років тому під час масивного виверження вулкана силою 7 VEI (індекс вулканічної експлозивності), при якому було викинуто 140—170 км3 тефри. Тому це виверження належить до одного із найсильніших у голоцені (після останнього льодовикового періоду). Перші виверження, за припущеннями, відбувались в озері, яке було на місці сучасного Курильського озера. Після того, як над рівнем води утворився кратер, спочатку почалися плінієві виверження; пізніше утворилися пірокластичні потоки, які поширювались у всіх напрямах на довжину до 50 км. Навколо озера залягають шари пемзи до 150 м завтовшки. Попіл опадав на велику частину Камчатки та розподілявся передусім на північний захід, де його можна знайти на відстані 1000 км. Пуста магматична комора провалилася та утворила кальдеру розміром 8 на 14 км. Провалу передувала фаза спокою тривалістю щонайменше 1500 років.
Після утворення кальдери виникли вулкани Ільїнська Сопка та Дикий Гребінь на північному сході та заході від озера відповідно. Також утворилася низка лавових куполів, одним із яких є Серце Алаїда — наразі невеликий острів у Курильському озері, який піднімається з глибини приблизно 300 м.

## Флора і фауна
Курильське озеро є найбільшим нерестовищем нерки (Oncorhynchus nerka Walbaum) в Євразії. Обліком риб, які заходять в озеро, та спостеріганням за молоддю займається спостережна станція КамчатНДРО, яка розташована на західному березі озера. На берегах озера часто можна зустріти бурого ведмедя (постійне поголів'я по берегах сягає 200 і більше особин).
Територія Південно-Камчатського федерального заказника, так само, як і територія Кроноцького державного заказника, включена до Списку світової спадщини ЮНЕСКО у 1996 році у складі вулканів Камчатки.

## Галерея

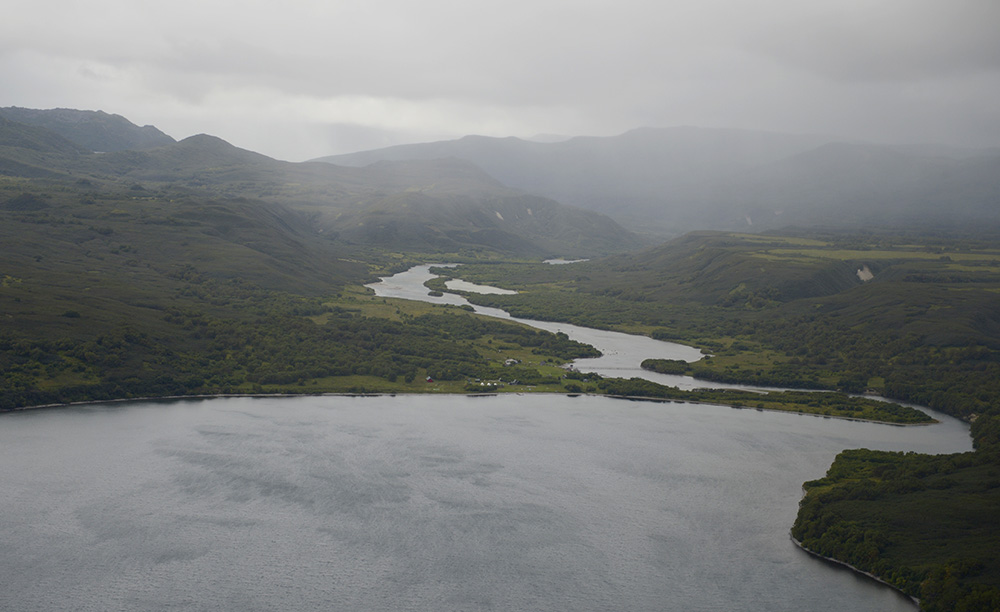
Витік річки Озерної
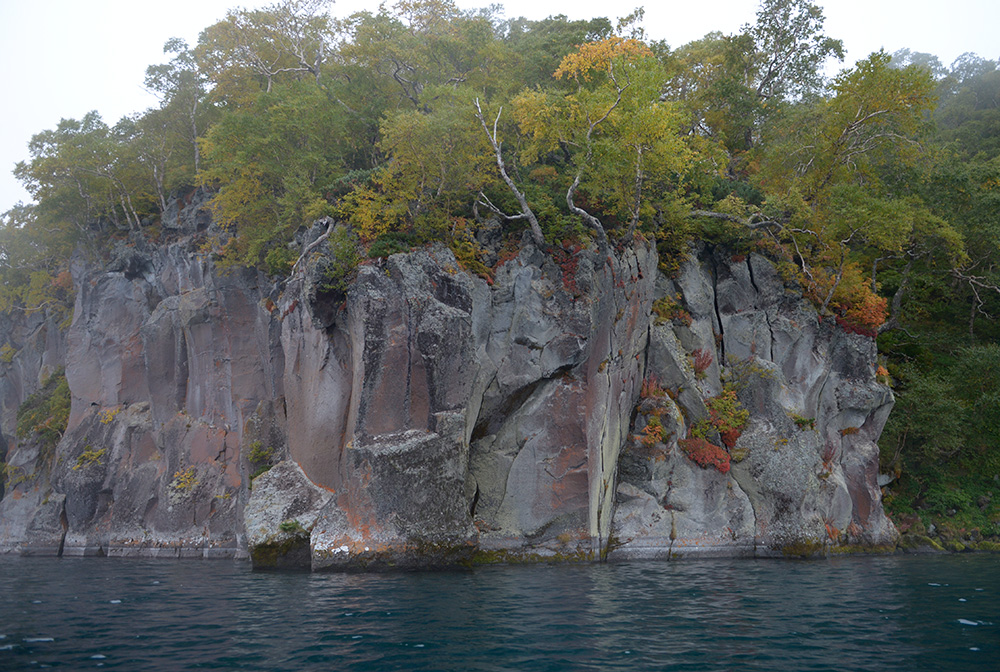
Скелі на острові Саманг
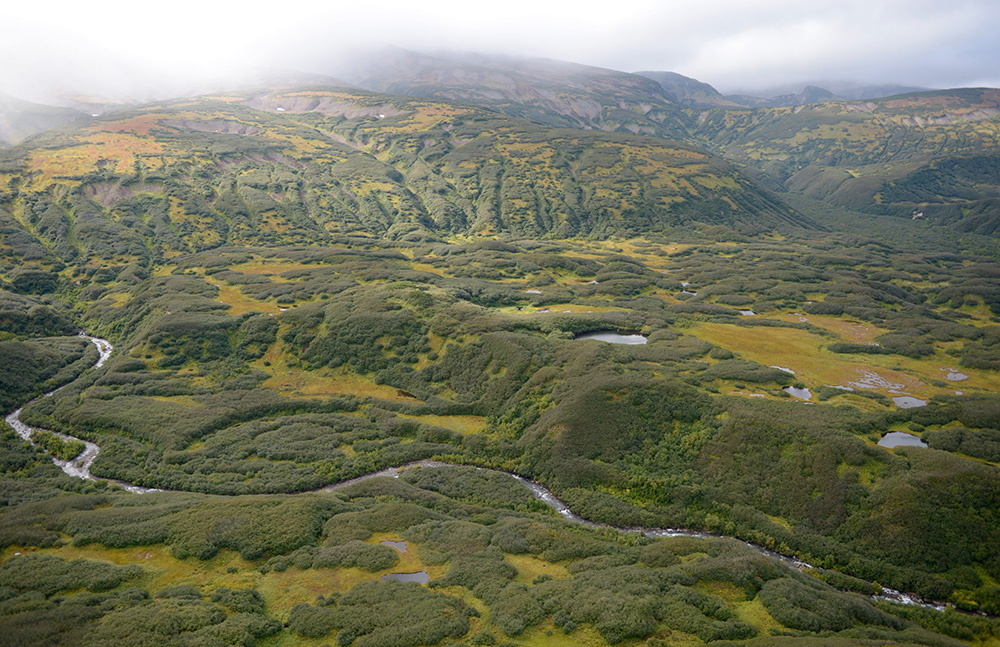
Річка Хакицін
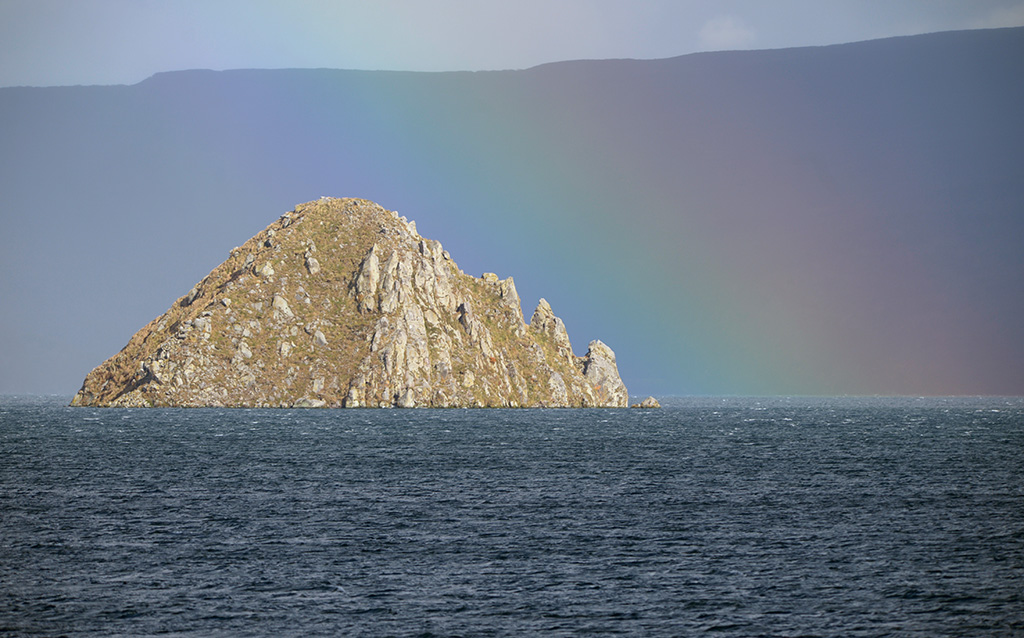
Серце Алаїда — острів Курильського озера
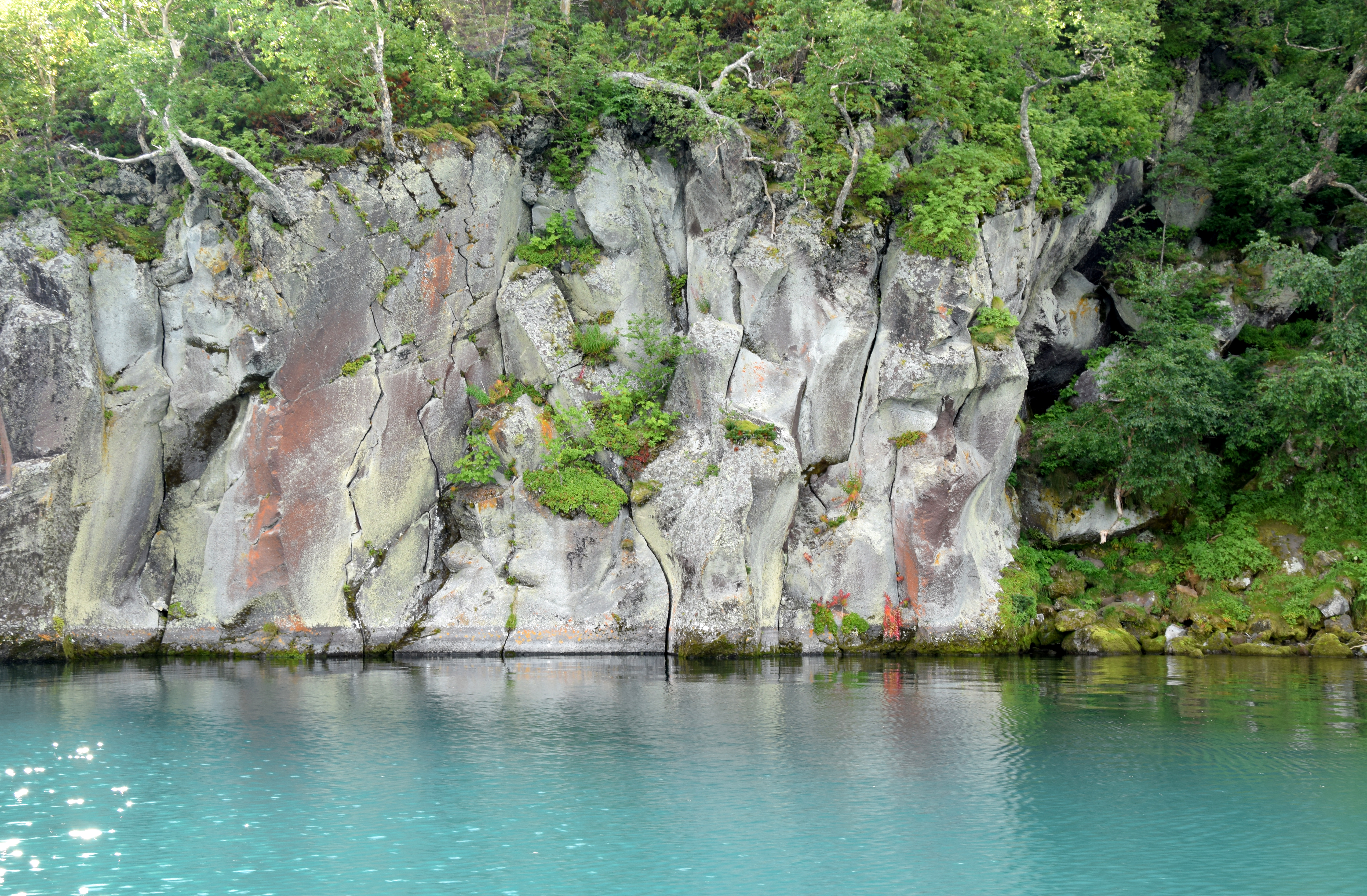
Скелі на острові Серце Алаїда